# Manuel de Codage
A Manuel de Codage, közkeletű rövidítéssel MDC vagy MdC, teljes címen Manual for Encoding Hieroglyphic Text for Computer Input (Kézikönyv a hieroglif szövegek számítógépre viteléhez szükséges kódolásról) egy kódolási rendszer, amely segítségével számítógépen hieroglif szövegeket lehet generálni és szerkeszteni. Az MDC-ben írott szöveg egyszerű szövegfájl, amely bármilyen, ASCII szöveg kezelésére alkalmas szövegszerkesztővel szerkeszthető. Az MDC fájlok kiterjesztése rendszerint *.gly vagy *.hie. Hieroglif szöveggé alakításukhoz megfelelő értelmező program szükséges.

## Az MDC célja
Az egyiptológiával foglalkozó kutatók, oktatók, és az érdeklődő közönség számára szükséges, hogy viszonylag egyszerűen és gyorsan, tetszetős és jól olvasható hieroglif szövegeket lehessen létrehozni. Korábban a nyomtatásban kézzel rajzolt szövegeket alkalmaztak, amelyek szükségszerűen változó minőségűek voltak, mivel a nagy mennyiségű rajzot ki-ki képességei szerint állította elő. A hieroglif írásban gyakoriak a hasonló jelek, amelyek között apró részletek, diakritikus jelek tesznek különbséget, és ezek felismerhetősége jelentősen befolyásolja a szöveg olvashatóságát. Több, a mai napig használatos szakkönyv még kézzel rajzolt hieroglif szövegeket tartalmaz, amely megnehezíti a könyv használatát. Jellemzően a két legelterjedtebb egyiptomi szótár is ilyen, ami ahhoz vezet, hogy a használatukat külön fáradságos munkával meg kell tanulni.
A számítógépes használathoz a közel hétszáz alapjelet és azok számos változatát, valamint több száz ritkább, különleges jelet átlátható formában, olvasható módon kell tárolni. Mivel a hieroglif írásban fontos szerepet kapott, hogy az dekoratív is legyen, ezért meg kell oldani a jelek egymáshoz képest változó elhelyezését, és a különféle csoportosítások, ligatúrák kezelését is.
Fontos szempont volt, hogy a létrehozott hieroglif szövegek képként való tárolása még gyengébb minőség esetén is nagy tárolókapacitást igényel, a nyomtatáshoz, kivetítéshez azonban megfelelő minőségre is szükség van. A szövegfájlok tárolása lényegesen takarékosabb, és ha azok olvashatók, és egyszerűen lehet őket újra hieroglif alakra fordítani, akkor praktikusabb is. További fontos szempont, hogy a már elkészült szöveg is bármikor módosítható, szerkeszthető legyen, ami a képként tárolt hieroglifák esetén nehézségekbe ütközik.

## Története

### A hieroglif szövegszerkesztő programok története
A hieroglif szövegszerkesztés elvi alapjait egy holland csillagász és hobbi-egyiptológus, Jan Buurman fejlesztette ki a korai hetvenes években, de az akkori számítástechnikai kapacitás még nem volt elegendő arra, hogy a rendszer a gyakorlatban is használható legyen. A nyolcvanas években jelent meg az első, már használható program VAX/VMS rendszerre. 1986-ban jelent meg az első PC-re írt változat, a Glyph, amely Ed de Moel nevéhez fűződik.
A hieroglifák számítógépes előállításának másik kulcsa, a megfelelő minőségű nyomtatás is ebben az időben oldódott meg. 1985-ben Dirk van der Plas, az Utrechti Egyetemen működő CCER részéről bemutatott egy rendszert, amely plotterrel nyomtatott hieroglifákat, lényegesen jobb minőségben, mint az akkor használatos mátrixnyomtatók.
A Glyph windowsos továbbfejlesztése, a WinGlyph 1993–1994 körül jelent meg, fejlesztését Hans van der Berg vezette, és a munkában részt vett Jan Buurman és Dirk van der Plas is. A WinGlyph azóta számos új verziót megért, de a mögötte rejlő hatalmas munka és a viszonylag kis létszámú célközönség miatt az ára rendkívül magas.
Macintosh platformra már 1994 előtt elkészült Eric Aubourg alkalmazása, a MacScribe. Abban az évben már az 1.03-as változata jelent meg, és a fejlesztése azóta sem állt le.
1998-ban jelent meg a francia Serge Rosmorduc fejlesztette TK-SESH, amely textware-ként terjeszthető volt: a használatához regisztrálni kellett, egy, a fejlesztőkkel előre egyeztetett egyiptomi szöveg MDC-átiratával. Később Serge Rosmorduc szakított a TCL/TK-val, és Java alapon újraírta a programot, amely ettől fogva JSesh címen jelent meg, és szabadon terjeszthetővé vált.

### Az MDC története
1988-ban hivatalosan is a Manual for Encoding Hieroglyphic Text for Computer Input vált szabvánnyá. Azóta a TK-SESH és a JSesh révén kialakultak alváltozatai, amelyek elvileg csereszabatosak egymással, gyakorlatban azonban a JSesh-re írt szövegek csak komolyabb átalakítással használhatók a szabványos MDC-t alkalmazó programokon. Kisebb-nagyobb eltérések szinte minden programnál vannak, de ezek leggyakrabban a kiegészítő funkciók megléte vagy hiánya miatt jelentkeznek.

## Használata
Az MDC jelölésrendszere lehetővé teszi a több száz hieroglifa megjelenítését, egymáshoz képesti elhelyezkedésük vezérlését, a megfelelő programokban egyedi jelkombinációk, ligatúrák használatát, miközben a lehetőségekhez mérten olvasható kódot eredményez, amelyen további munka is könnyen végezhető.

### Jelölési módok
Az egyes jeleket alapvetően azok Gardiner-kódjával lehet megadni. Ez a jelölésmód teljesen egyértelműen azonosítja az egyes hieroglifákat, de az így előállított szöveg nem olvasható, mivel az egyes jeleknek betű–szám kombinációk felelnek meg. A jelek egy jelentős részét a (feltételezett) hangértékük jelölésével is meg lehet adni. Az így előállított szöveg olvasható ugyan, de nem minden jel adható meg egyértelműen, mivel egyes jeleknek több hangértékük is van, illetve azonos hangértékek több jelet is jelölhetnének. Az MDC-ben egy-egy hangérték-jelölés mindig ugyanazt a hieroglifát jelenti, általában az adott hangértéken leggyakrabban előfordulót; az alternatív értelmezéseknek nincs helye. Azokat a hieroglifákat, amelyek nem írhatók le a hangértékükkel, csak a Gardiner-kódjukkal lehet használni. Az anh, udzsa, szeneb leírása Gardiner-kódokkal „S34 U28 S29”, míg hangértékekkel „anx DA s”. Mindkét jegyzési mód a jobb oldalon látható eredményt adja. Ha egy szót több jellel kell leírni, az egy szóhoz tartozó jeleket – (kötőjel) kapcsolja össze – ennek azonban nincsen különösebb szerepe a megjelenített hieroglif szövegben, csak a kód olvasását teszi egyszerűbbé.
Az MDC-ben elvileg lehetőség van a nyelvtani szerkezetek jelölésére is, gyakorlatban ennek megvalósítása igen nehézkes. A tudományos átírásban használt pont itt nem alkalmazható, mivel az MDC-ben a pontnak más jelentése van. A = jel alkalmazható, de előtte és utána szóközt kell hagyni, ami az olvashatóságot és az értelmezést jelentősen nehezíti.

### Elhelyezkedés
Az egyiptomi hieroglif írásnak nem csak az információ átadás volt elsődleges szerepe, de a díszítő jellege is. Hieroglifákkal elsősorban kőre, tárgyakra írtak, ahol az írás (gyakran meghatározó) része volt a dekorációnak. A tetszetős elrendezés miatt az egyiptomi írásjegyeket befoglaló négyzetekbe rendezték, és egy-egy ilyen kvadrátba kellett beleférnie egy-egy jelcsoportnak. Ennek érdekében a hieroglifák nem csak egymás után, de egymás alá csoportosítva is megjelentek, és a dekoratív elrendezés sokszor a nyelvi szempontokat is megelőzte. A tetszetős megjelenés kedvéért akár fel is cserélhettek vagy el is hagyhattak jeleket.
Mivel a külcsín ennyire fontos volt már az ókorban is, a számítógépen előállított szövegeken ezt is reprodukálhatóvá kellett tenni. Erre az MDC csoportosító jeleket használ, amelyek a matematikai jelekhez igen hasonlóan működnek. Az egymás alá rendelt jeleket : (kettőspont) kapcsolja össze, az egymás mellé rendelt jeleket * (csillag). Könnyen felismerhető a párhuzam az osztás és a szorzás szokásos jelöléseivel. Az oldalt látható példa MDC-kódja ii-i m Htp:t*p.
Amikor az alá- és mellérendelések több jelből álló csoportokat érintenek, akkor az összetartozó jeleket zárójelek közé kell tenni.

### Csoportosítás

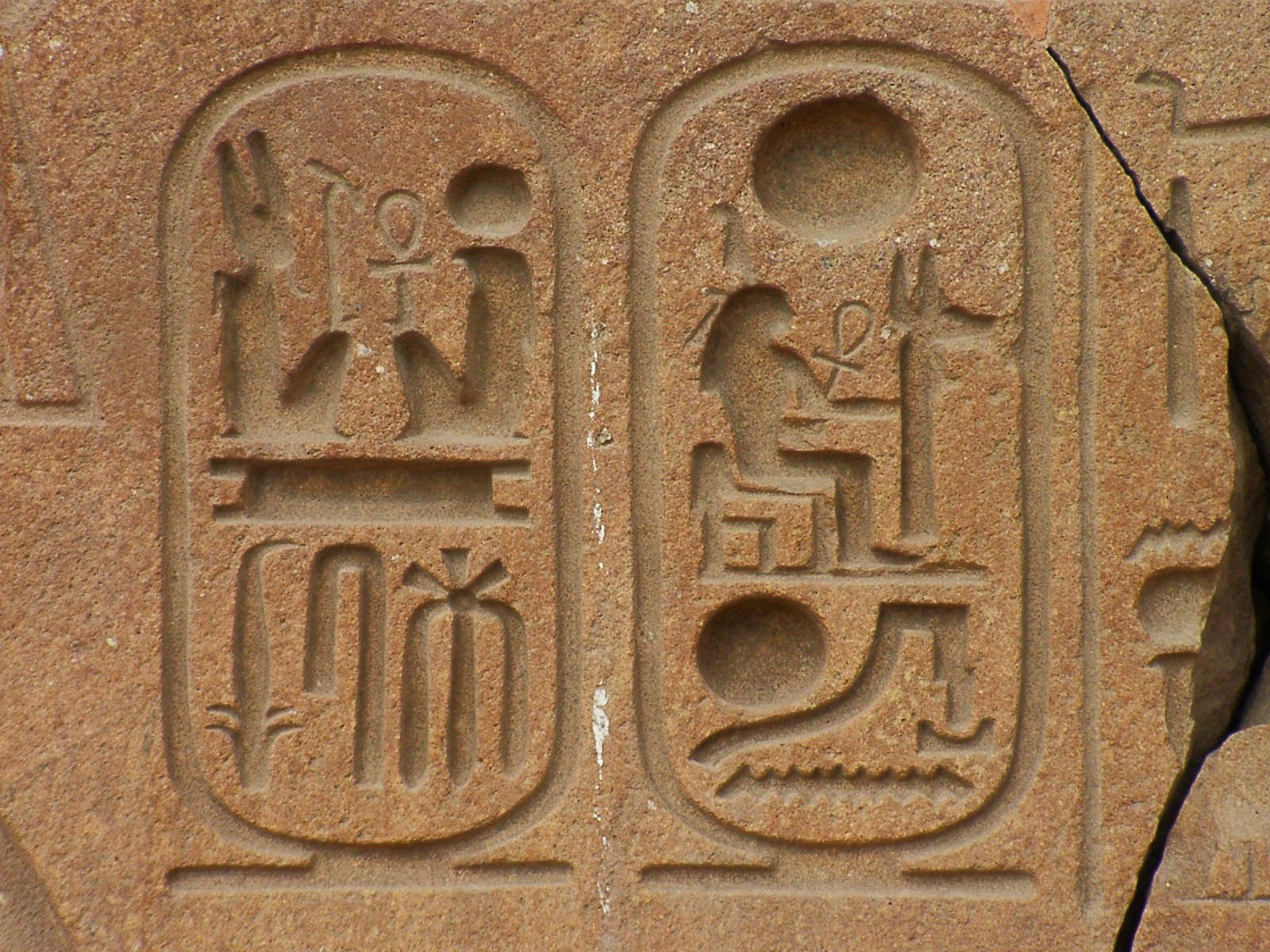
II. Ramszesz kartusai egyedi jelcsoportokkal, amelyek csak ligatúrákkal írhatók át MDC-be

A hieroglif írás dekoratív és kvadratikus jellege miatt gyakoriak a hieroglif szövegekben a rendhagyó jelcsoportok, amelyek egyszerű alá- és mellérendeléssel nem képezhetők. Ilyen esetben, ha a hieroglif szöveg generálására használt program ezt lehetővé teszi, a jelekből ligatúrát kell szerkeszteni, és azt illeszteni a szövegbe. A ligatúrákat az őket alkotó jelekkel lehet azonosítani, amelyeket & (amperstand) jelekkel kapcsolunk egymáshoz. Ezt a funkciót nem minden programban lehet használni.
Az oldalt látható példa bal oldali kártusa MDC-ben:  < C12\&C2&N36-ms*s*sw > . A jobb oldali kártus középső része az ülő istennő alakja miatt csak azokban a programokban oldható meg, amelyek jelentősen kibővített Gardiner-jellistát használnak. Az alsó rész MDC-kódja  ra&stp&n .

### Kiegészítő formázások
A hieroglif írásoknál gyakran kell jelezni, ha a szöveg valahol sérült, vagy rekonstruált. Papiruszra vagy osztrakonra írott szövegeknél sokszor előfordul az is, hogy a fekete szövegben piros tintával írott részek is vannak: bekezdések elején, kiemeléseknél, vagy – levelezések esetében – a címzett válaszánál gyakori ez a kiemelés. A tintaszínt a $R jelzéssel pirosra, a $B jelzéssel feketére lehet váltani.
A hiányzó részeket üres satírozással szokás jelezni a hieroglif szövegeken, a rekonstrukciót pedig a satírozott területre írt, rekonstruált szöveggel. Az MDC-ben erre is többféle lehetőség van, amelyek viszonylag nagy pontossággal vissza tudják adni azt is, ha egy kvadrátnak csak egy része sérült. Ha a hiány nem sérülés következménye, hanem szándékos kihagyás, akkor azt a . (pont) jelezheti. Egy pont fél kvadrátnyi helynek felel meg, egy teljes kvadrátot dupla ponttal lehet jelezni. Egy-egy kvadrátnyi szünet jelzése között szóközt kell írni, hogy a program felismerje.
Egyes szövegekben, kiváltképp nevekben előfordul, hogy a megfelelő külcsín kedvéért egyes jeleket megfordítottak. Az MDC-ben tükrözésre és 90°-onkénti forgatásra is van mód. A tükrözést a jel után álló \ (visszaperjel) jelzi, a forgatást a \rn jelcsoport, ahol az n 1, 2 vagy 3 szám lehet. A szám értéke azt jelenti, hogy hányszor 90°-ot kell forgatni a jelen az óramutató járása szerinti irányba. Függőleges tükrözésre csak a (vízszintes) tükrözés és a forgatás kombinációjával van lehetőség, de erre igen ritkán van szükség.
Gyakran felmerülő kívánalom, hogy neveket kártusba vagy szerehbe lehessen írni. Az MDC erre is lehetőséget ad, sőt, a különleges kártusok és szerehek is megvalósíthatók. A kártus elejét <, végét > jelzi, a jel után írott szám pedig az ív fajtáját jelöli, ha az eltér az írásirányból következőtől. A szereh jelölése hasonló, a nyitó jele <H, a lezáró jele H>, ahol a H után álló szám jelölheti a szereh rendhagyó fajtáját.
A jobb oldalon látható kártus MDC-kódja: < ra-mAat-kA >. (Az írásmód a tiszteletbeli előrehelyezés elve miatt Ré napisten nevét annak ellenére előre írja, hogy az csak a név végén szerepel.)
Új sort a sor végére írt ! (felkiáltójel) jellel lehet beszúrni, míg az új oldalt (lapdobást) a !! (dupla felkiáltójel) tud kikényszeríteni.

### Szövegkritikai jelzések
Az egyszerűbb elemzés érdekében eltérően lehet jelezni, ha az eredeti szöveget az ókori írnok, vagy a jelenkori szerkesztő valamiért változtatta. A szerkesztő beszúrásait a [& és &] jelek közé kell írni. A szerkesztő törlése nyomán az eredeti szöveg hiányzó részletét a [{ és }] karakterekkel kell határolni. Az ókori írnok általi beszúrást a [' és '] jelzik, törlését pedig a [[ és ]] jelölés. A mára elveszett szövegrészeket, amelyeket korábbi kutatók még olvashattak, [" és "] jelek között lehet megadni.
Sok esetben szükséges az eredeti szöveg soraira hivatkozni. Ezt a sor elején felső indexbe írt sorsszámmal szokás jelezni. Az MDC-ben erre a | (függőleges vonal, „pipe”) jel után van lehetőség. A sor elejére kell kitenni a | jelet, majd a szükséges hivatkozást. Minden, ami a | jel és a következő – (kötőjel) közé kerül, hivatkozásként a sor elején felső indexbe írva jelenik meg:
Ptahhotep 26.|  |

|  |

|  |

|  |

|Ptahhotep 26. -D35:n ms-s-M17A-B3 s-Aa18-A-w-A2 !

### Egyéb írásmódok
Szükségessé válhat a hieroglif szöveg közé tudományos átírással, vagy latin betűkkel megjegyzéseket beiktatni. Erre is van lehetőség, az MDC-ben ugyanis az írásmódok a +t (transzliteráció, azaz tudományos átírás), +l (normál latin betűk), +b (félkövér, azaz bold latin betűk), és +s (sima hieroglif szöveg) jelzéssel átválthatók. Amelyik program képes a kopt szövegek előállítására is, azoknál a kopt módra a +c (coptic (angolul)) vált át. Megjegyzéseket, kommenteket a ++ (dupla összeadás) jelekkel kell kezdeni. A megjegyzéseket az MDC forráskódban megjelenítik a programok, de a hieroglif szövegbe nem írják bele.

## MDC-t használó programok
Az MDC-t használó fontosabb programok:
- Glyph
- WinGlyph / WinGlyph Basic (850 Gardiner-jel)[15]
- WinGlyph Pro (több mint 6900 Gardiner-jel)[15]
- InScribe (korlátozott a használata, 347 Gardiner-jel)[15]
- MacScribe (Macintoshra)
- TK-SESH (több platformra, „textware”)
- JSesh (több platformra, Java-alapú, ingyenes)
- mdc2html (Perl script HTML oldalak kialakítására GIF képekből)
- AEL Viewer
- Hierowriter
- Glyphomat (web-alapú alkalmazás MDC kódból hieroglif PDF írására, ingyenes)
- Wikipédia